# Zespół "trzech M"
Zespół "trzech M", zespół Le Merrera (ang. 3M syndrome, dolichospondylic dysplasia, gloomy face syndrome, le Merrer syndrome) – rzadki zespół wad wrodzonych. Nazwa zespołu pochodzi od nazwisk trzech lekarzy, którzy opisali go w 1976 roku: Millera, McKusicka i Malvauxa. Cechami zespołu są niskorosłość, cechy dysmorficzne twarzy i wady kośćca. Opóźnienie umysłowe nie jest cechą zespołu. Przyczyną choroby są mutacje genu kodującego kullinę 7, pełniącą funkcję ligazy ubikwityny. Dziedziczenie jest autosomalne recesywne.